# Can Miquel Ferrer Vell
Can Miquel Ferrer Vell és una masia de Maçanet de la Selva (Selva) inclosa a l'Inventari del Patrimoni Arquitectònic de Catalunya.

## Descripció
Edifici de planta quadrada, dues plantes i teulada de dos vessants a laterals. El conjunt actual del mas inclou, dins una tanca metàl·lica almenys vuit construccions entre adossats, coberts i locals pel bestiar.Totes les obertures són emmarcades de pedra i les cantonades tenen reforços de grans carreus. La porta principal té una llinda horitzontal i monolítica.

## Història
Mas propietat de la Família de Cartellà fins al segle xix.
La llinda de la porta principal té una inscripció emmarcada i datada de 1770, sobre la qual hi ha gravada una creu.
El 1911 hi caigué un llamp que va destruir les golfes i part de la façana principal, que fou reconstruïda.